# 堀日向太
堀 日向太（ほり ひむた、2002年4月8日 - ）は、ジャパンラグビーリーグワンの日野レッドドルフィンズに所属しているラグビーユニオン選手。

## 略歴
4歳から、瀬戸ラグビースクール（愛知県瀬戸市）でラグビーを始める。中3までは柔道もやっていた。
中部大学春日丘高等学校では、2年時の花園（全国高等学校ラグビーフットボール大会）から、出場試合では常に先発10番を務めた。3年時の花園では、チーム初のベスト8へ進出した。
筑波大学では、1年春から関東大学春季大会に出場。2年時はセンターも務め、大学選手権でベスト4まで進んだ。4年時でも、おもにセンターで関東大学対抗戦に毎試合出場した。
2025年2月3日、ジャパンラグビーリーグワンのレッドハリケーンズ大阪へ、アーリーエントリーでの加入を発表した。同年3月、筑波大学卒業。